# Demy de Zeeuw
Demy Patrick René de Zeeuw (Apeldoorn, 26 de maio de 1983) é um ex-futebolista neerlandês que atuava como meia. Fez parte da seleção holandesa que disputou a Copa do Mundo FIFA de 2010. 

## Títulos
AZ Alkmaar
- Campeonato Holandês: 2008–09

Ajax
- Copa da Holanda: 2009–10
- Campeonato Holandês: 2010–11

Seleção Holandesa Sub-21
- Campeonato Europeu Sub-21: 2006